# ラリー・マクマートリー
ラリー・マクマートリー（Larry McMurtry, 1936年6月3日 - 2021年3月25日）はアメリカ合衆国の作家・エッセイスト・脚本家。

## 来歴
テキサス州出身。北テキサス大学、ライス大学で学んだ。
2021年3月25日、心不全のためテキサス州アーチャーシティーの自宅で死去。

## 作品
- 1961年 Horseman, Pass By：1962年に「ハッド」の題名で映画化
- 1966年 ラスト・ショー：1971年に同じタイトルで映画化
- 1975年 愛と追憶の日々：1983年に同じタイトルで映画化
- 1986年 ロンサム・ダブ：ピューリッツァー賞 フィクション部門を受賞。1989年から同題名でテレビシリーズ化。
- 1992年 The Evening Star：「愛と追憶の日々」の続編。1996年に『夕べの星』として映画化
- 2005年 ブロークバック・マウンテン：E・アニー・プルー原作を映画用に脚色し、アカデミー脚色賞を受賞。(監督はアン・リー)